# Вершниця
Вершниця — село в Україні, у Брониківській сільській територіальній громаді Звягельського району Житомирської області. Кількість населення становить 129 осіб (2001).

## Населення
У 1906 році у слободі налічувалося 336 мешканців, дворів — 18, у 1923 році — 362 особи, дворів — 78.
Відповідно до результатів перепису населення СРСР, кількість населення, станом на 12 січня 1989 року, становила 146 осіб. Станом на 5 грудня 2001 року, відповідно до перепису населення України, кількість мешканців села становила 129 осіб.

## Історія
Наприкінці 19 століття — поселення Новоград-Волинського повіту Волинської губернії. За Цинкаловським, було там 11 дворів, поселення належало до ново-звягельських маєтків, що, після повстання 1861—63 років, стали власністю Уварових та Мезницевих.
У 1906 році — слобода Романовецької волості (2-го стану) Новоград-Волинського повіту Волинської губернії. Відстань до повітового центру, м. Новоград-Волинський, становила 13 верст, від волосного центру, с. Романівка — 3 версти. Найближче поштово-телеграфне відділення розміщувалося у Новограді-Волинському.
У 1923 році — сільце; включене до складу новоствореної Іванівської сільської ради, яка, 7 березня 1923 року, увійшла до складу новоутвореного Новоград-Волинського району Житомирської (згодом — Волинська) округи. Розміщувалося за 13 верст від районного центру, м. Новоград-Волинський, та 0,25 версти — від центру сільської ради, сільця Іванівка.
Під час загострення сталінських репресій проти українського селянства в 30-ті роки 20-го століття органами НКВС безпідставно було заарештовано та позбавлено волі на різні терміни 18 мешканців слободи, з яких 9 чол. розстріляно.
1 червня 1935 року, в складі сільської ради, включене до Новоград-Волинської міської ради Київської області. У 1941 році значилося на обліку в Ужачинській сільській раді Новоград-Волинської міської ради Житомирської області. Станом на 1 жовтня 1941 року значилося як підсобне господарство Сергіївське. У довіднику адміністративного устрою Української РСР пропущене. Станом на 10 лютого 1952 року числиться як населений пункт, що підлягає зселенню. 4 червня 1958 року, в складі сільської ради, увійшло до відновленого Новоград-Волинського району. 5 березня 1959 року, в результаті об'єднання сільських рад, поселення підпорядковане Федорівській сільській раді Новоград-Волинського району. 27 червня 1969 року офіційно взяте на облік під сучасною назвою з віднесенням до категорії селищ. Під цією ж назвою відоме й колишнє село Сергіївка. 19 березня 1973 року, відповідно до рішення Житомирського ОВК № 116 «Про зміни в адміністративно-територіальному поділі Житомирського, Новоград-Волинського і Радомишльського районів», с-ще підпорядковане Новороманівській сільській раді Новоград-Волинського району. 18 березня 2010 року, відповідно до рішення Житомирської обласної ради, віднесене до категорії сіл.
У 2017 році увійшло до складу новоствореної Брониківської сільської територіальної громади Новоград-Волинського (згодом — Звягельський) району Житомирської області.

## Відомі люди
- Сущук Микола Володимирович (1990—2015) — український військовик, учасник російсько-української війни.